# State Parks in Alabama

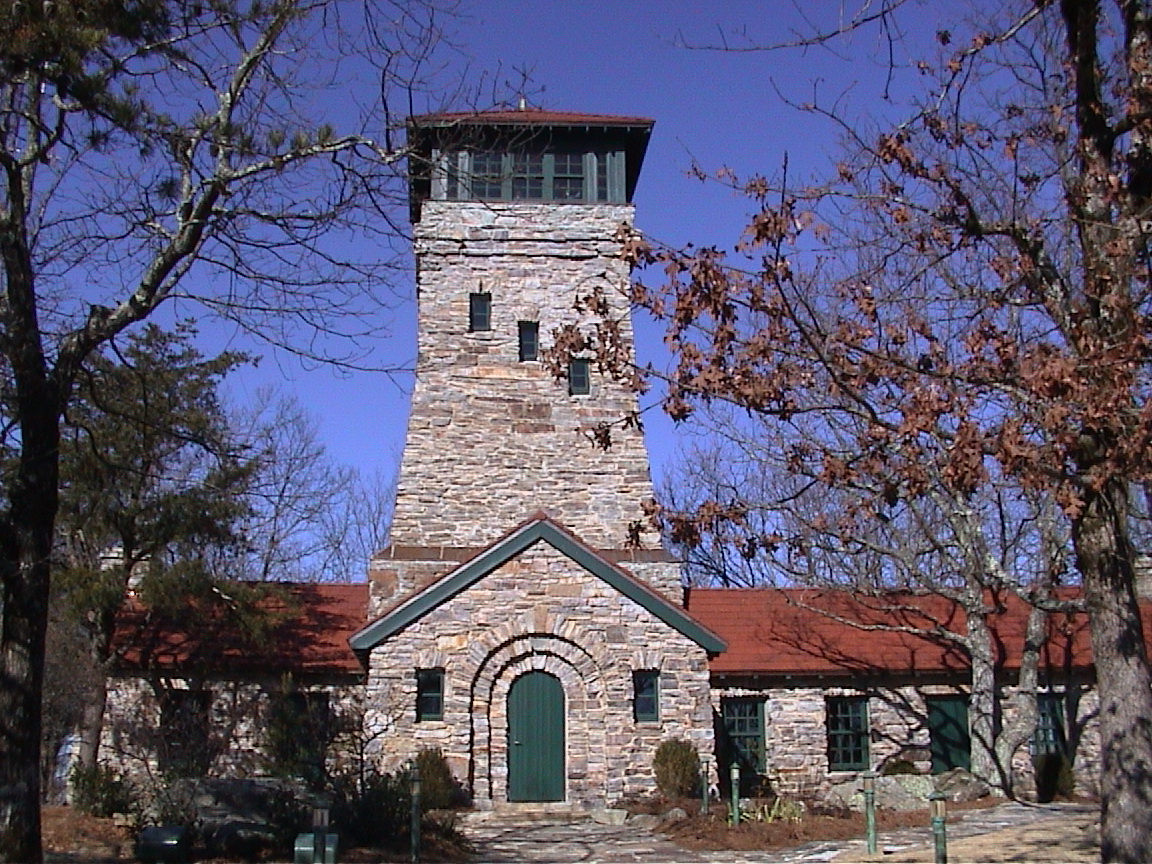
Cheaha State Park

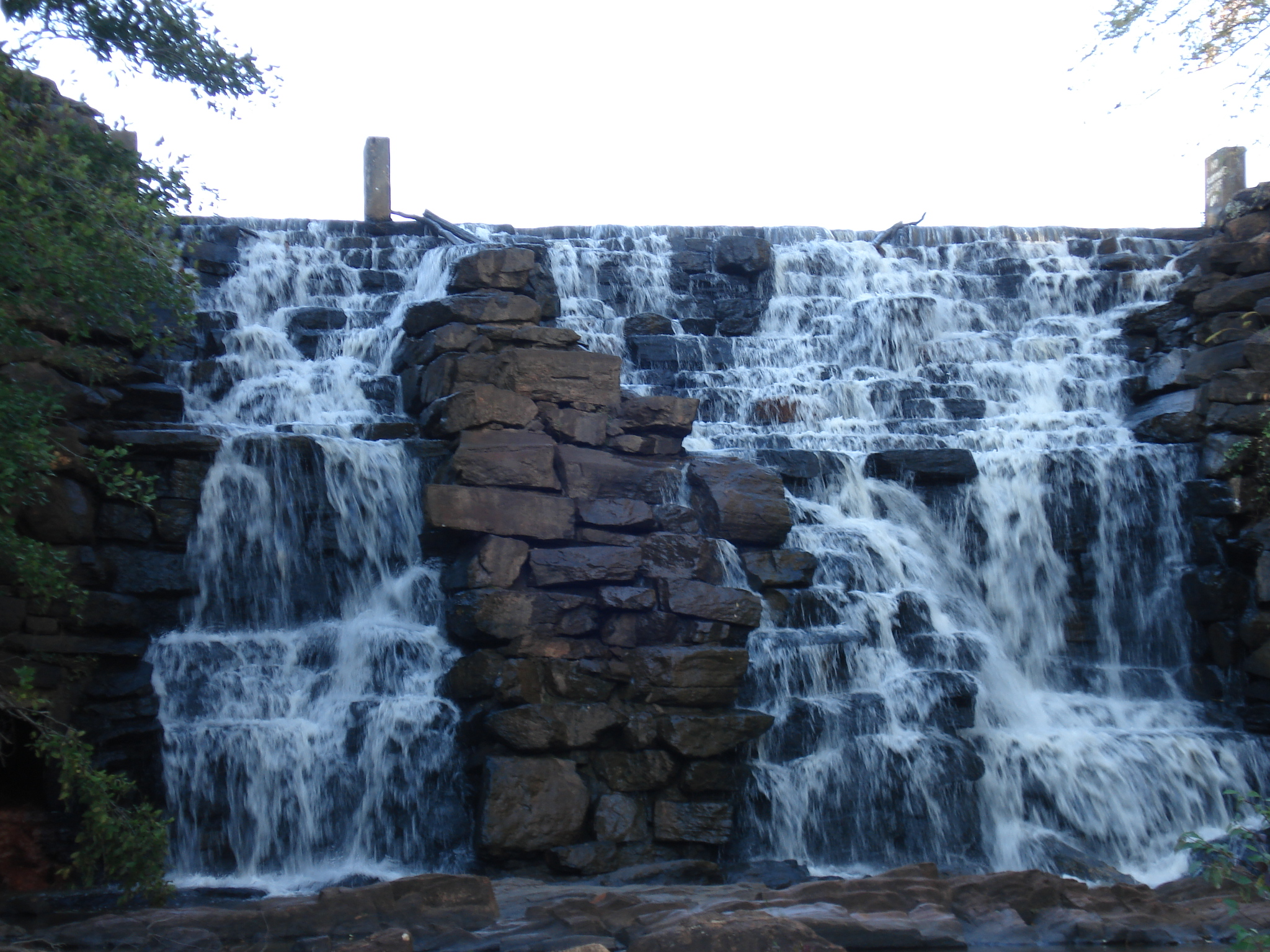
Chewacla State Park

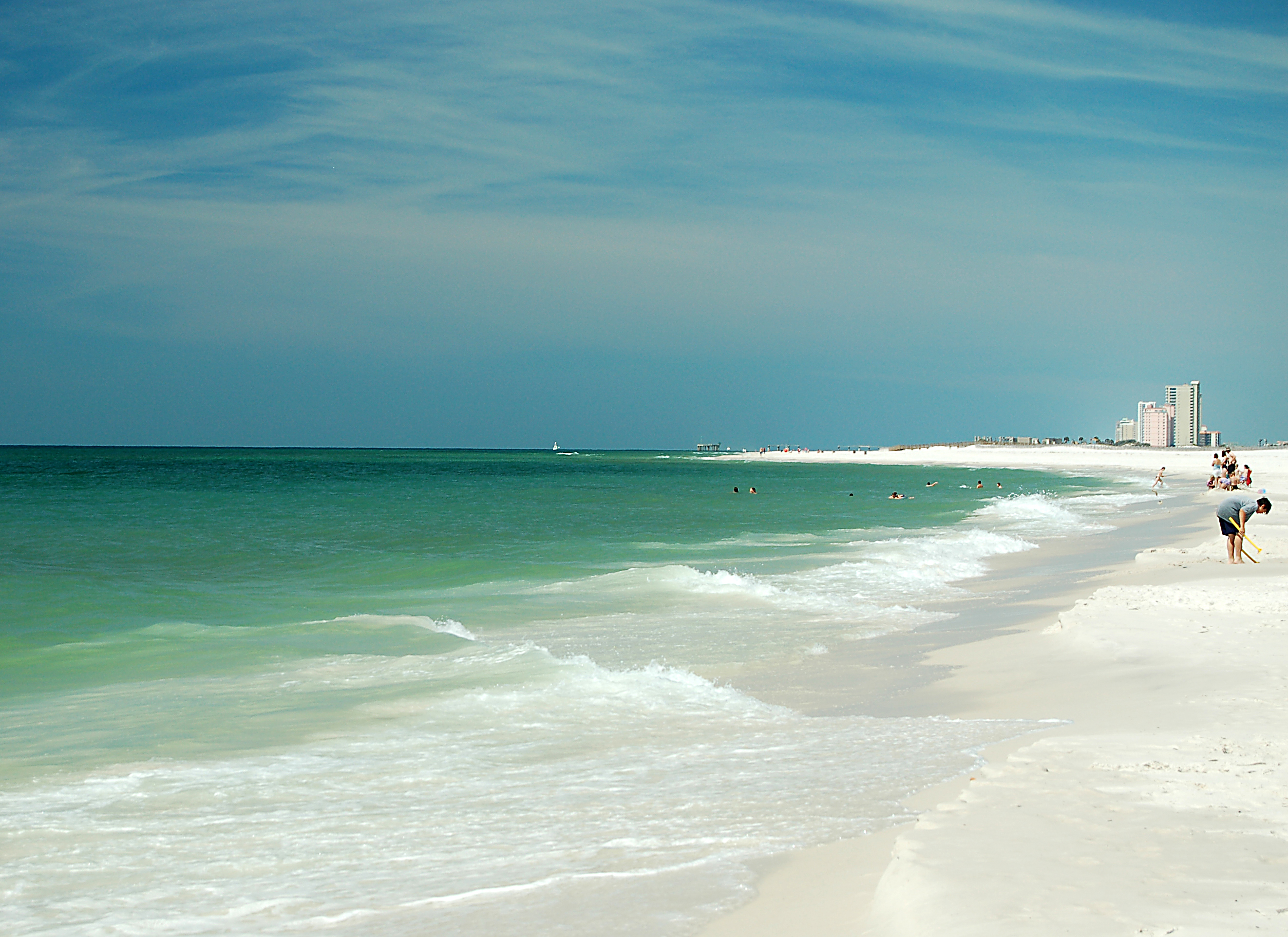
Golf von Mexiko im Gulf State Park

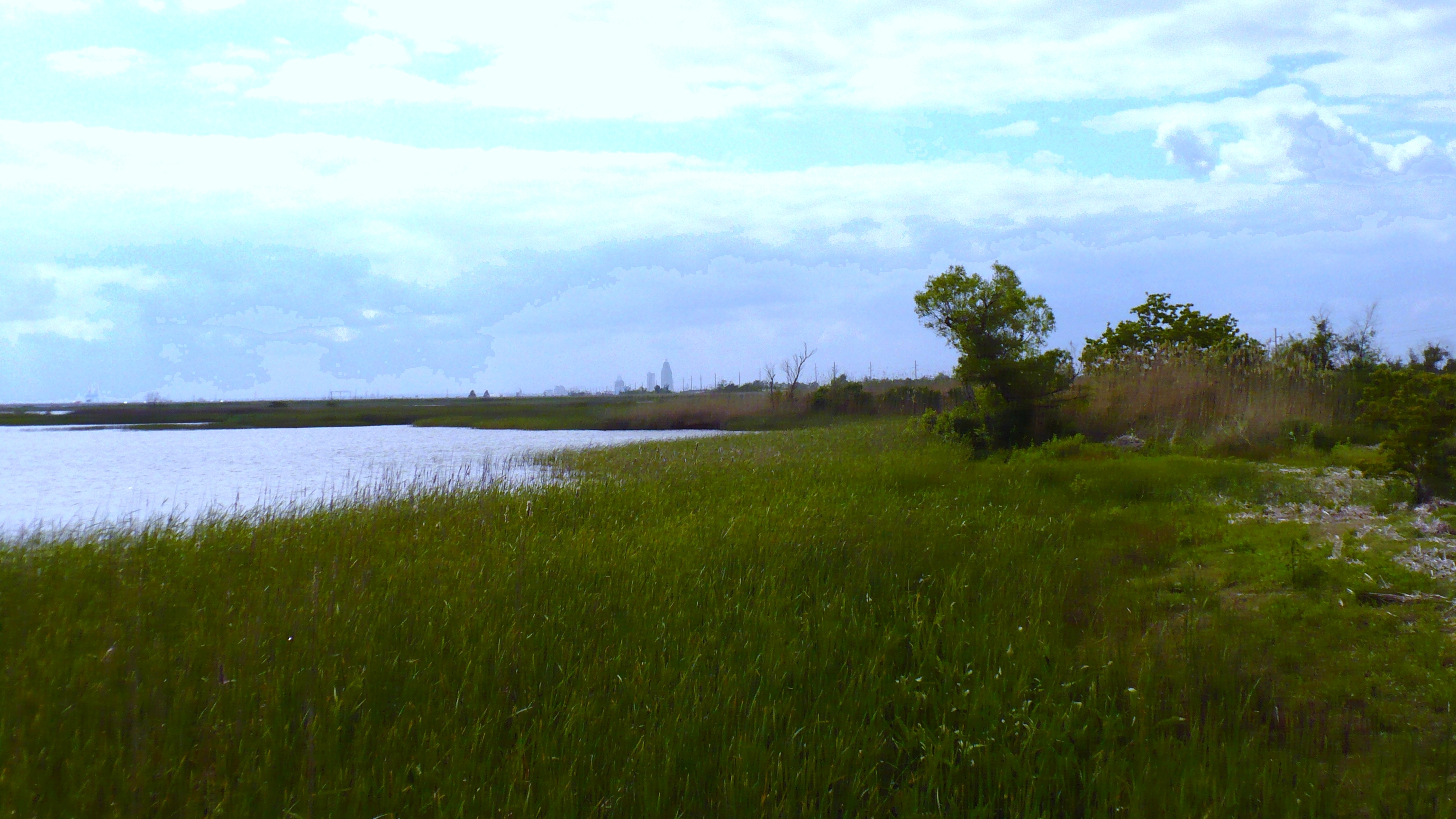
Meaher State Park

Dies ist eine Liste der State Parks im US-Bundesstaat Alabama. Sie werden ausnahmslos vom Alabama Department of Conservation and Natural Resources betrieben.
- Bladon Springs State Park
- Blue Springs State Park
- Buck’s Pocket State Park, liegt in Grove Oak
- Cathedral Caverns State Park, liegt in Grant
- Cheaha State Park
- Chewacla State Park
- Chickasaw State Park
- Desoto State Park
- Florala State Park
- Frank Jackson State Park
- Gulf State Park
- Joe Wheeler State Park, liegt in Rogersville
- Lake Guntersville State Park, liegt bei Guntersville
- Lake Lurleen State Park
- Lakepoint State Park
- Meaher State Park
- Monte Sano State Park, liegt in Huntsville
- Oak Mountain State Park
- Paul M. Grist State Park
- Rickwood Caverns State Park
- Roland Cooper State Park
- Wind Creek State Park